# 가네코 유키 (1996년)
가네코 유키(일본어: 金子 優希, 1996년 4월 21일~)는 일본의 축구 선수이다.

## 구단 경력
그는 2019년 J3리그의 반라우레 하치노헤에 입단했다. 2021년 일본 풋볼 리그의 나라 클럽로 이적했다.